# Агаев, Агахан Гариб оглы
Агахан Гариб оглы Агаев (азерб. Ağaxan Qərib oğlu Ağayev; р. 1940, Ярдымлинский район) — советский азербайджанский работник химической промышленности, Герой Социалистического Труда (1980).

## Биография
Родился в 1940 году в селе Арус Ярдымлинского района Азербайджанской ССР.
Начал трудовую деятельность в 1963 году аппаратчиком на Сумгаитском суперфосфатном заводе Министерства химической промышленности СССР, позже старший аппаратчик этого же завода.
Агаев проявил себя на работе опытным трудящимся, рационализировано применяющим каждую минуту и ставящим перед собой цель совмещения экономии и качества. Аппаратчик стал инициатором движения работы на двух камерах, став первым человеком на заводе, одновременно работающим на двух камерах. Но Агаев на этом не остановился и стал ускорять процесс работы каждой камеры, в результате чего за смену он получал 25 тонн суперфосфатов сверх нормы. Производимые Агаевым фосфаты широко использовались в сельском хозяйстве Азербайджана, в народе их называли «витамины для полей», благодаря им же были многочисленные победы тружеников сельхоза Азербайджана. Агахан Агаев выполнил план десятой пятилетки досрочно, дав сверх плана дополнительных 2 тысячи тонн суперфосфатов.
Указом Президиума Верховного Совета СССР от 3 октября 1980 года за выдающиеся успехи, достигнутые в досрочном выполнении заданий десятой пятилетки по производству продукции промышленности и сельского хозяйства Агаеву Агахану Гариб оглы присвоено звание Героя Социалистического Труда с вручением ордена Ленина и золотой медали «Серп и Молот».
Активно участвовал в общественной жизни Азербайджана. Член КПСС. Делегат XXVI съезда КПСС и XXX съезда КП Азербайджана.